# Тетрастаннид нонанатрия
Тетрастаннид нонанатрия — бинарное интерметаллическое неорганическое соединение
натрия и олова
с формулой Na9Sn4,
кристаллы.

## Получение
- Сплавление стехиометрических количеств чистых веществ:

{\displaystyle {\mathsf {9Na+4Sn\ {\xrightarrow {478^{o}C}}\ Na_{9}Sn_{4}}}}

## Физические свойства
Тетрастаннид нонанатрия образует кристаллы
ромбической сингонии,
пространственная группа C mcm,
параметры ячейки a = 0,542 нм, b = 0,939 нм, c = 2,962 нм, Z = 4,
структура типа тетрагерманийноналития Li9Ge4
.
Соединение конгруэнтно плавится при температуре 478°C .